# Португальсько-бразильське вторгнення в Східну смугу (1811)

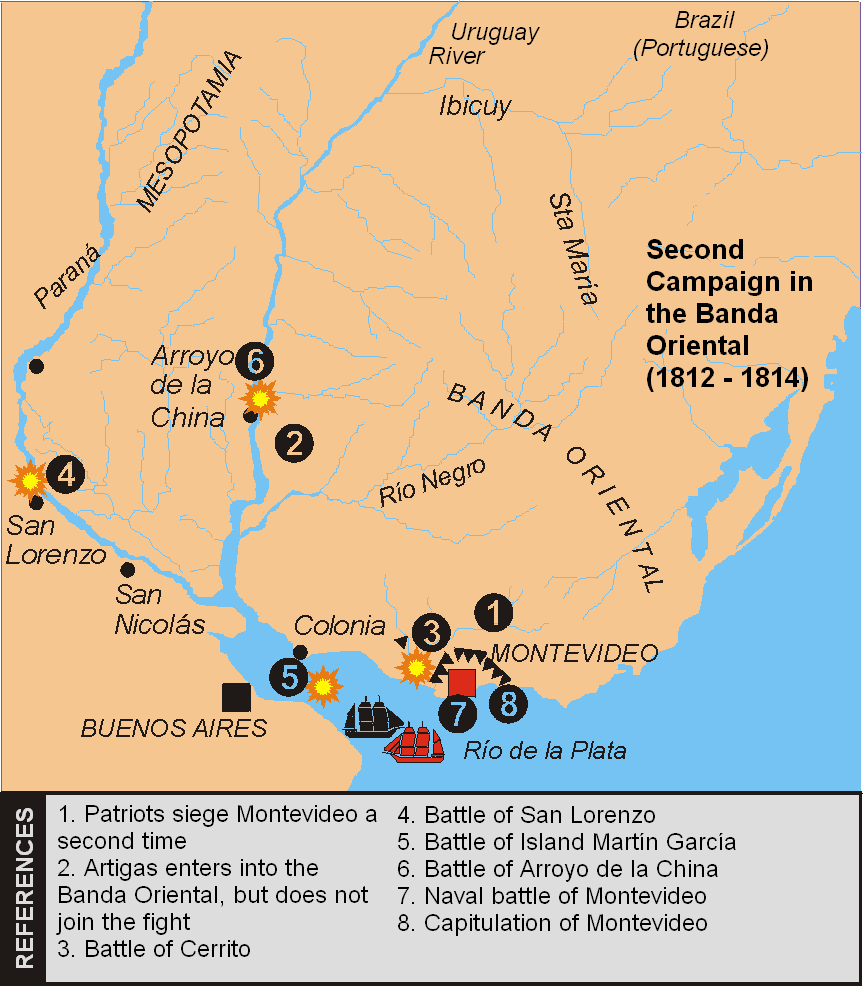
Бойові дії 1811—1814 років

Португальське вторгнення 1811 року (ісп. Invasión portuguesa de 1811), або Перша сісплатинська кампанія (порт. Primeira campanha cisplatina) — бойові дії на території сучасної держави Уругвай і прилеглих землях, що відбувалися в 1811—1812 роках. Учасниками були Сполученого королівства Португалії, Бразилії і Алгарве й іспанські роялісти з одного боку, і сили колишніх іспанських колоній у Південній Америці — з іншого.

## Передісторія
Тордесільяський договір надав Португалії право на території в Південній Америці. Оскільки на місцевості важко було визначити, де саме проходить визначена договором лінія розмежування між португальськими та іспанськими володіннями, то португальці селилися й на захід від відведеної їм договором зони, що призвело до суперечок з Іспанією щодо ряду територій. Однією з таких зон став район між річкою Уругвай і Атлантичним океаном (т. зв. «Східна смуга»), де португальці 1680 року заснували Колонія-дель-Сакраменто. Для захисту своїх володінь у цьому регіоні Іспанія 1751 року заснувала губернаторство Монтевідео, а 1777 року підписано договір у Сан-Ільдефонсо, за яким Східна смуга закріплювалася за Іспанією.
1801 року за умовами Бадахоського договору Португалія отримала Східні місії. Втеча 1807 року португальської королівської сім'ї в Бразилію під час Наполеонівських воєн підштовхнула португальський експансіонізм у напрямку Ла-Плати. Коли 1810 року Наполеон змусив іспанську королівську сім'ю зректися престолу, у португальців виник амбітний план: замість того, щоб претендувати тільки на східну смугу, вони запропонували віцекоролівству Ріо-де-ла-Плата визнати своїм монархом іспанську інфанту Карлоту, одружену зі спадкоємцем іспанського престолу Жуаном. Однак цей план провалився.
1810 року, коли стало відомо про те, що Наполеон змусив іспанського короля відректися від престолу, сталася Травнева революція, і владу в Буенос-Айресі взяла в свої руки Перша хунта Аргентини. Монтевідео стало оплотом роялістів, і Регентська рада проголосила його новою столицею віцекоролівства Ріо-де-ла-Плата, а Еліо — новим віцекоролем. Сили антироялістів під командуванням Мануеля Бельграно перетнули річку Уругвай і зробили своєю штаб-квартирою Мерседес. 12 лютого 1811 року Еліо оголосив про початок бойових дій проти Буенос-Айреса, але 27 лютого 1811 року частина його сил під командуванням Артігаса повстала і розвернула зброю, приєднавшись до військ Бельграно. 20 березня 1811 року Еліо видав декларацію, в якій пригрозив португальською інтервенцією в разі, якщо йому не вдасться придушити повстання. 18 травня 1811 року Артігас розгромив роялістів у битві біля Лас-П'єдраса, і 21 травня почалася облога Монтевідео. Не бачачи іншого виходу, Еліо звернувся по допомогу до португальців.

## Хід подій
Португальці, готуючись до можливої боротьби за утвердження на троні Ріо-де-ла-Плати інфанти Карлоти, ще з початку 1811 року почали зосереджувати війська в капітанстві Сан-Педро ду Ріо-Гранді-ду-Сул, які отримали назву «Обсерваційної армії», командував військами генерал-капітан Діого де Суза. В міру розвитку ситуації в колишніх іспанських колоніях, де Суза, залишивши невелику кількість військ для захисту Східних місій, зібрав 4 тисячі солдатів до «Армії умиротворення Східної смуги». Отримавши в червні прохання про допомогу від Еліо, він зібрав військову раду, на якій терміном вторгнення було обрано 15 липня.
Спізнившись на два дні, 17 липня португальські війська розпочали переправу через річку Жаґуарон, щоб рушити на південь двома колонами (однією з них командував Хоакін Хав'єр Курадо, а іншою — Мануел Маркес ді Суза). 19 липня Діого де Суза видав прокламацію для жителів Східної смуги, в якій проголосив, що португальці прийшли «не для завоювання, а для заспокоєння».
23 липня війська Маркеса де Сузи зайняли Мело, де в період від 27 липня по 12 серпня розташувалася вся «Армія умиротворення». Тим часом Хосе Рондо відправили назустріч португальцям два кавалерійські загони, які забрали всю худобу і коней з маршруту португальського наступу.
Рушивши вперед, португальські війська перетнули річку Себольяті, і 30 серпня вийшли до західного берега озера Лагоа-Мірим, де взяли форт Сан-Мігель і залишили в ньому гарнізон. Діого де Суза кинув 300 кавалеристів до форту Санта-Тереса, який ще 5 травня взяли антироялісти, але гарнізон залишив його ще 2 серпня; жителі міста Санта-Тереса спалили місто і пішли разом з гарнізоном форту. 3 жовтня португальці зайняли Сан-Карлос, а 14 жовтня — Мальдонадо, яке стало штаб-квартирою португальських військ.
В умовах, коли сили антироялістів зазнавали поразок на всіх фронтах, а флот роялістів блокував Буенос-Айрес, Перший тріумвірат, який керував антироялістами, вирішив 23 вересня запропонувати перемир'я. За посередництва британського консула в Ріо-де-Жанейро лорда Стренгфорда 20 жовтня пропозицію було прийнято. За умовами перемир'я припинялася блокада Буенос-Айреса і Монтевідео, португальські й антироялістські війська виводилися на свою територію, а розташовані в Ентре-Ріосі міста Консепсьйон-дель-Уругвай, Гвалегвай і Гвалегвайчу переходили під контроль віцекороля. 21 жовтня угоду ратифікував Еліо, а три дні потому — Тріумвірат.
Виконуючи умови угоди, португальці стали відходити частина — в Бразилію, а частина — в Ентре-Ріос. Значна частина населення Східної смуги пішла на захід, не бажаючи залишатися під владою роялістів і португальців. Артігас і низка інших лідерів не визнавали угоди в принципі, але пішли за більшістю населення; частина сил Артігаса, проте, залишилася на східному березі річки Уругвай. Оскільки, крім основної «Армії умиротворення» на колишню іспанську територію також здійснювали набіги португальські збройні групи з території Східних місій, Артігас розгорнув бойові дії на півночі. Діого де Суза зажадав, щоб умовою виконання угоди про перемир'я був розпуск війська Артігаса; поки цього не виконали, він залишив частину військ у Східній смузі. Гаспар де Вігоде, призначений королівським указом новим губернатором Монтевідео, зажадав від Тріумвірату почати дії проти Артігаса. 31 січня 1812 року перемир'я було зірвано і бойові дії відновилися.
9 січня 1812 року Артігас уклав антипортугальський союз з Парагвайською хунтою, а в квітні — з провінцією Корріентес. Парагвайські війська стали на захист Коррієнтесу, що дозволило їм побудувати берегові батареї на річці Парагвай для запобігання атаки Асунсьйона силами з Монтевідео.
У квітні 1812 року Тріумвірат поінформував британського консула в Ріо-де-Жанейро лорда Стренгфорда про рішення відправити Діого де Сузі ультиматум з вимогою виведення португальських військ. Артігасу Тріумвірат відправив 20 тисяч песо і війська, командувачем став Мігель Естаніслао Солер.
Діого де Суза мобілізував жителів Ріо-Гранде у віці від 16 до 40 років, що довело чисельність його армії до 5 тисяч осіб, і 16 березня 1812 року висунувся з Мальдональдо на захід. 2 травня «Армія умиротворення» досягла Пайсанду й укріпилася там; під час маршу іспанська роялістська влада організувала постачання португальських військ. Війська Артігаса тим часом форсували річку Уругвай і організовували напади на португальські війська під час маршу. Однак коли Артігас підійшов до Пайсанду, губернатор Буенос-Айреса наказав йому повернутися, оскільки лорду Стренгфорду вдалося домовитися з двором у Ріо-де-Жанейро про виведення португальських військ зі Східної смуги.

## Підсумки і наслідки
Завдяки британському посередництву 26 травня 1812 року підписано договір Еррери — Рейдмейкера. Відповідно до третьої його статті, португальські війська повинні були покинути «іспанську територію». Змушуючи португальські війська до відходу, договір не обмежував Сполучені провінції, які змогли знову вчинити активні бойові дії проти Монтевідео, тому губернатор Гаспар де Вігоде попросив лорда Стренгфорда перешкодити ратифікації договору. Спираючись на це, Діого де Суза відмовився виводити португальські війська. Португальці напали на сили Артігаса і захопили велику кількість коней. Однак 10 червня Діого де Суза отримав прямий наказ короля, і 13 червня розпочалося виведення португальських військ із території Східної смуги. У серпні-вересні всі португальські сили повернулися на територію Бразилії.
Уряд Буенос-Айреса спробував домовитися з урядом Монтевідео, але в Монтевідео наполягали на визнанні верховної влади іспанської регентської ради, і тому війна між іспанськими роялістами і антироялістами відновилася.